# Demag

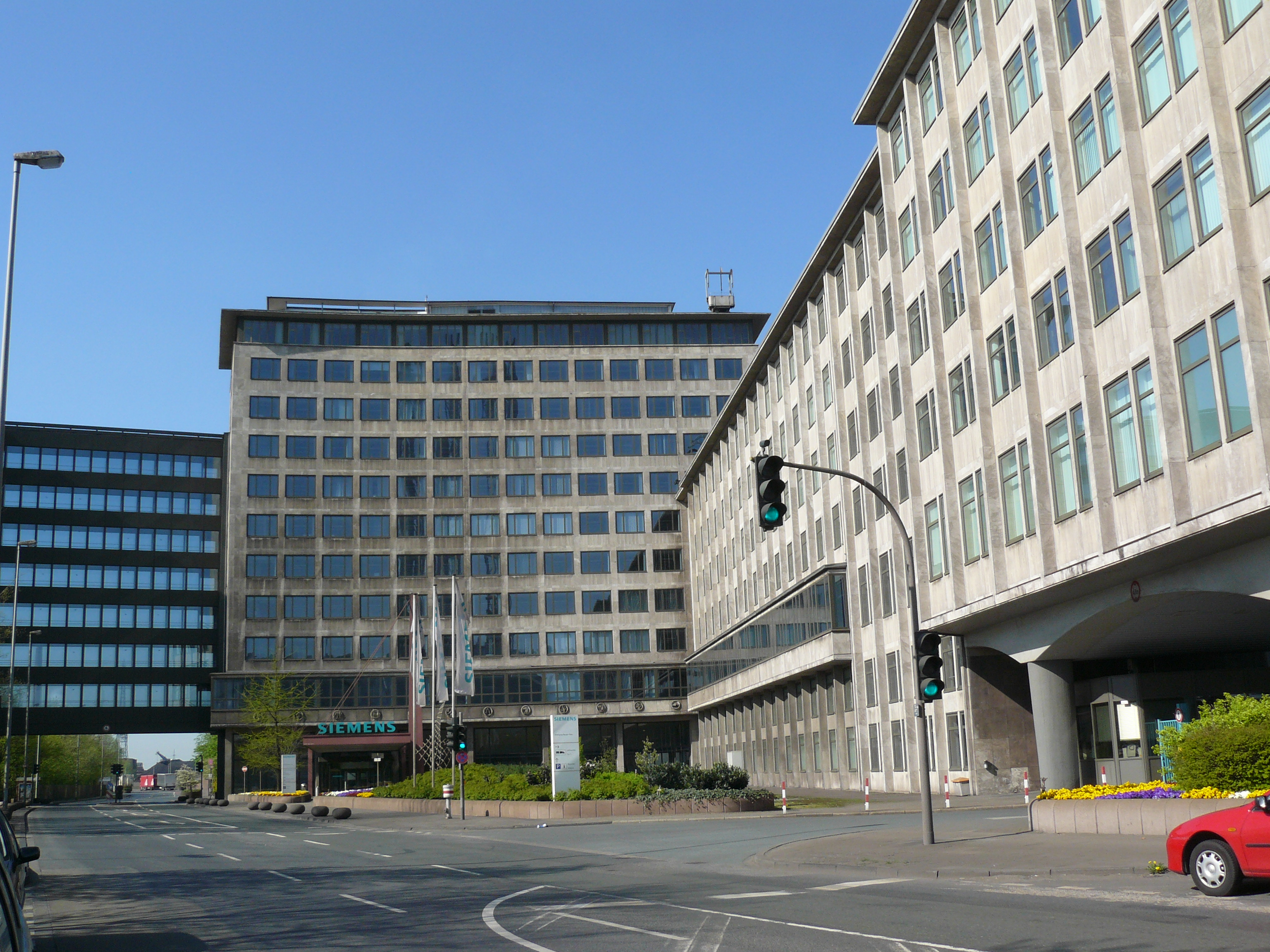
Ehemaliger Stammsitz der Demag in Duisburg-Hochfeld

Aktie über 100 RM der Demag AG vom April 1937

Demag (Deutsche Maschinenbau-Aktiengesellschaft) war ein deutscher Industriekonzern, dessen Einzelunternehmen heute verstreut sind. Sie sind unter anderem mittlerweile in der SMS group GmbH zu finden, aber auch bei Siemens und in einer Reihe anderer Unternehmen.

## Demag als unabhängiger Konzern

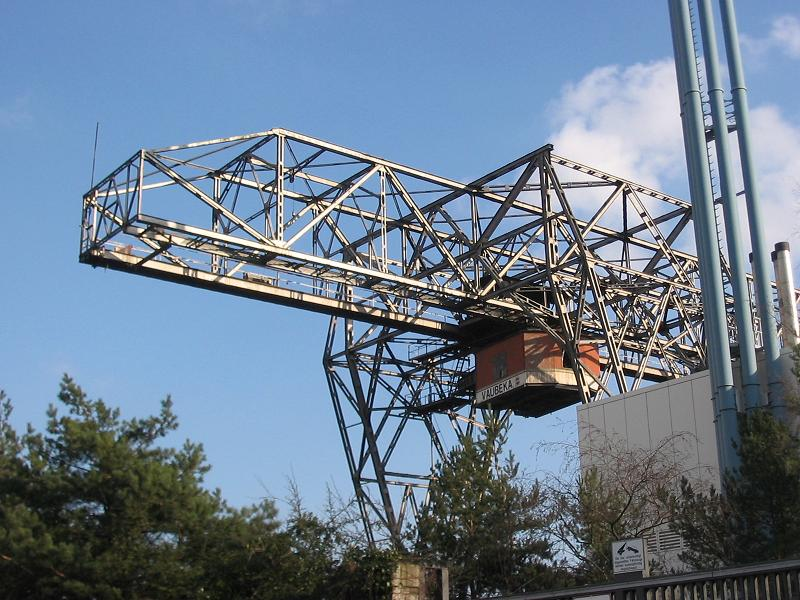
Von der Demag 1935 gebauter Portalkran an der Teilestraße in Berlin-Tempelhof, unter Denkmalschutz

Der Demag-Konzern entstand 1910 unter Federführung von Wolfgang Andreas Reuter durch den Zusammenschluss der Unternehmen Märkische Maschinenbau-Anstalt L. Stuckenholz AG (Wetter an der Ruhr), Duisburger Maschinenbau AG (Duisburg) und der 1896 gegründeten Benrather Maschinenfabrik GmbH (Benrath). Die Märkische Maschinenbau-Anstalt L. Stuckenholz AG ging ihrerseits auf die im Jahr 1819 gegründeten Mechanische Werkstätten Harkort & Co. in Wetter zurück, eine Urzelle der Industrialisierung im Ruhrgebiet. 1926 ging die Maschinenfabrik Thyssen & Co. AG (Mülheim an der Ruhr) auf die Demag über, als die Familie Thyssen den überwiegenden Teil ihres Konzerns in die Vereinigte Stahlwerke AG einbrachte, in die aber eine reine Maschinenfabrik nicht passte.
War unter der Leitung von Wolfgang Andreas Reuter (genannt Reuter I) die Herstellung von Industrieausrüstungen für den deutschen Markt das Hauptgeschäftsfeld des Unternehmens, so wurde zunehmend die Industrialisierung der Welt zum Geschäftsfeld des Konzerns, nachdem sein Sohn Hans Reuter (Reuter II) 1940 Generaldirektor geworden war. Auf dem Gebiet des Kranbaus seit Jahrzehnten durchgängig erfolgreich, produzierte man alsbald auch Lokomotiven und Eisenbahn-Güterwaggons. Während des Zweiten Weltkriegs wurden von September 1942 bis April 1945 mithilfe von Zwangsarbeitern aus dem KZ Sachsenhausen im DEMAG Fahrzeugwerk GmbH in Berlin-Staaken (Albrechtshof) bzw. Falkensee schwere Panzerfahrzeuge (v. a. Bergepanther) produziert. In den Jahren nach 1945 führte die schwerindustrielle Expansion zur Errichtung ganzer Stahl- und Hüttenwerke.

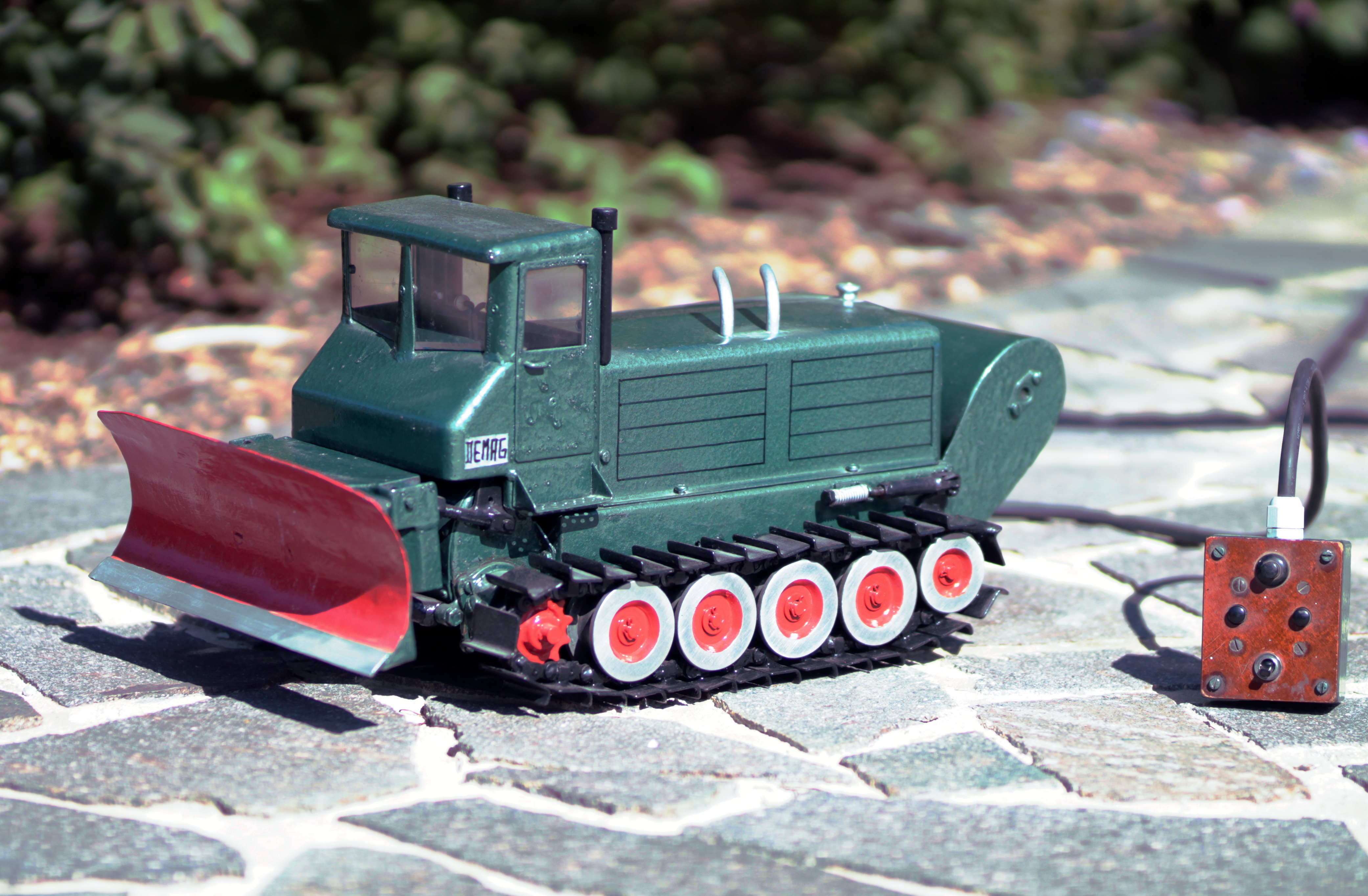
Eigenbaumodell einer Demag R609 Planierraupe, ca. 1955 hergestellt

Unter der Ägide Hans Reuters wurde die Demag ein Weltunternehmen, dessen Umsatz 1961 die Milliarden-Grenze erreichte. Der Familie Reuter als größtem Einzelaktionär des Unternehmens gehörten zu der Zeit etwa 17 Prozent des Aktienkapitals von rund 110 Millionen D-Mark. Die Demag war in den 1960er Jahren weltweit die einzige Firma, die in eigenen Betrieben mit einer Belegschaft von rund 28.000 Beschäftigten komplette Hüttenwerke herstellen und errichten konnte. Zwischen Korea und Südamerika, Narvik und Ägypten baute die Demag Stahlwerke und Maschinenfabriken. Zeitweilig gingen bis zu 75 Prozent des Umsatzes in den Export. Weitsichtig erkannte Reuter, dass es nicht genügt, deutsche Produkte auf dem Weltmarkt zu verkaufen, sondern es ebenso so wichtig war, die zur Bedienung und Wartung der Anlagen benötigten Fachkräfte selbst auszubilden. Duisburg wurde deshalb zu einem Trainings- und Ausbildungszentrum für ausländische Stahlfacharbeiter, was insbesondere für die Entwicklungsländer attraktiv war.
1967 übernahm Sohn Wolfgang Reuter (Reuter III) die Konzernleitung als Generaldirektor von Heinrich Müller, der 1962 vom Aufsichtsrat bestellt worden war, nachdem Vater Hans Reuter als Generaldirektor ausgeschieden und Vorsitzender des Aufsichtsrats geworden war. Wolfgang Reuter versuchte in der Folge, das Handikap der Demag gegenüber der finanzstarken Auslandskonkurrenz durch Internationalisierung zu verringern. Sein Konzern sollte die Landesgrenzen überschreiten und eine multinationale Gesellschaft werden. Reuter: „Wir werden im Ausland eigene Maschinenfabriken betreiben und sie mit technischem Wissen aus Deutschland beliefern.“ In Südafrika hatte der Duisburger Konzern bereits 1967 die größte Kranbaufabrik Afrikas errichtet.

## Geschäftsfeld Krane und Bagger
Bereits 1840 hatte man in Wetter an der Ruhr mit dem Bau von Kranen begonnen. In diesem Bereich wurde die Demag zu einem der führenden Unternehmen. So lieferte man 1908 den bis dahin weltgrößten Schwimmkran (Höhe über 40 m, Tragfähigkeit ca. 150 t) für die Werft Harland & Wolff in Belfast, die diesen zum Bau der Passagierschiffe Olympic und Titanic benötigte und der bis in die 1970er Jahre eingesetzt wurde. Das Nachfolgemodell Langer Heinrich (250 t Tragfähigkeit), der von 1913 bis 1915 für die Kaiserliche Werft Wilhelmshaven gebaut wurde, existiert sogar noch heute (Standort: Genua). In Zusammenarbeit mit der Carlshütte in Waldenburg-Altwasser wurde am Standort Duisburg 1907 ein „Kranschaufler“ gefertigt. Die Bezeichnung Bagger war damals noch den Schürfgeräten mit Eimerketten vorbehalten. Der eigentliche Bau von Seilbaggern für den Baustellen- und Industrieeinsatz begann 1925 in Duisburg, bevor 1939 die neue Baggerfabrik in Düsseldorf-Benrath den Betrieb aufnahm. Dort wurde 1954 auch der erste vollhydraulische Bagger entwickelt, der noch heute auf dem Betriebsgelände zu besichtigen ist.
Ab Beginn der 1950er-Jahre entwickelte und produzierte Demag eine Reihe eigener Planierraupen am Standort Düsseldorf. Die Modelle R 609 und R 613 – später ergänzt durch die leistungsstärkere R 615 – verfügten über einen hinter dem Fahrerplatz angeordneten Motor, was eine verbesserte Sicht auf das Arbeitsfeld bot. Da jedoch weniger Absatz als erwartet erzielt wurde und Konkurrenzprodukte stärker nachgefragt waren, stellte Demag die Produktion seiner Planierraupen bereits 1960 wieder ein.

## Übernahme durch Mannesmann 1973

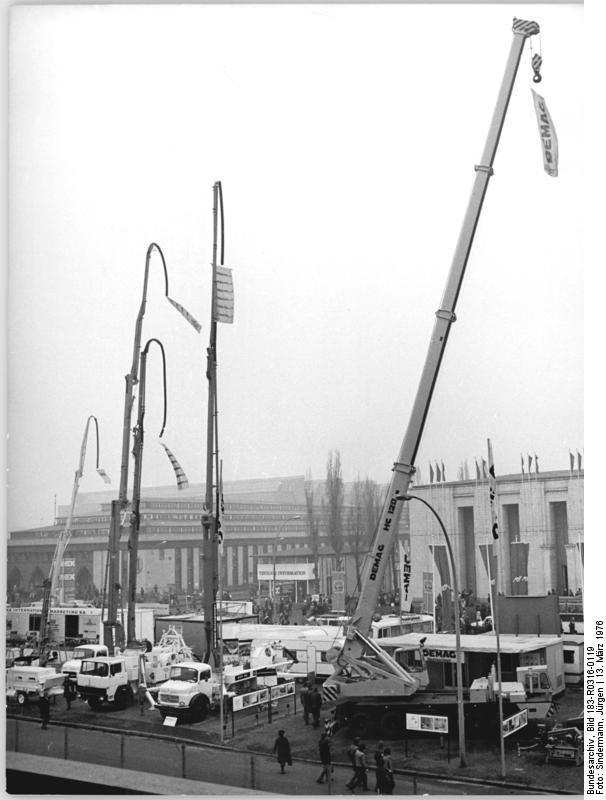
Autokran der Demag auf der Leipziger Frühjahrsmesse 1976

Nachdem unter der Führung von Wolfgang Reuter die Demag auf dem Sektor der Baumaschinen und Fahrzeugkrane, der Fördertechnik (Hallenkrane, Regalförder- und -bediengeräte, Lager- und Kommissioniertechnik), der Hüttentechnik (komplette Hüttenwerke, aber speziell z. B. Stranggießanlagen), der Verdichter- und Drucklufttechnik sowie der Kunststofftechnik (Spritzgießmaschinen) technisch zu den weltweit führenden Herstellern gehörte, wurde die Firma 1973 durch den Mannesmann-Konzern mit Sitz in Düsseldorf übernommen. Von 1972 bis 1974 war Jörg J. Salzer, der Sohn von Gerhard Salzer, Hauptabteilungsleiter des Stückgutförderers Demag.
1983 gründeten die Mannesmann-Demag AG und das US-Unternehmen Wean United Inc. aus Pittsburgh eine gemeinsame Tochtergesellschaft mit Namen Mannesmann Demag Wean Co für den Stahlwerksbau.
Folgende Umstrukturierungen waren die wichtigsten der Demag innerhalb von Mannesmann:
- Im Teilbereich Baumaschinen wurde 1996 ein Joint-Venture mit dem japanischen Hersteller Komatsu geschlossen, der den Bereich Großbagger aus der Baumaschinensektion schließlich ganz übernahm und in Komatsu Mining umbenannte.
- Der Bereich der Hütten- und Walztechnik mit Sitz in Duisburg ging an Schloemann-Siemag (SMS), nachdem diese Sparte mit einem US-Auftrag hohe Verluste einfuhr. Sie wird heute unter dem Namen SMS Group weitergeführt.
- Die Sparte Drucklufttechnik ging 1996 an CompAir, damals Teil der britischen Siebe/Invensys-Gruppe, inzwischen aber ein selbständiges Unternehmen; der ehemalige Demag-Standort Simmern/Hunsrück besteht weiterhin.

Die DEMAG fusionierte 1999 mit der ab 1989 durch Mannesmann erworbenen Krauss-Maffei zur Demag Krauss-Maffei AG, die Kunststoffmaschinenaktivitäten beider fusionierter Unternehmen wurden in der Mannesmann Plastics Machinery GmbH (MPM) zusammengefasst, diese ging im Zuge der Mannesmannzerschlagung durch mehrere Hände und firmiert heute unter Krauss-Maffei. Die Rüstungsaktivitäten von Krauss-Maffei wurden in jeweils einer Tranche von Mannesmann und Siemens an den Produktionspartner Wegmann & Co. veräußert und firmieren unter Krauss-Maffei Wegmann.
Die Werkzeugfirma Strohm GmbH & Co. KG hat den Namen „Mannesmann DEMAG“ (ca. 2009) gekauft und zunächst unter Mannesmann Demag Drucklufttechnik S.A.R.L. & Co. KG, Stuttgart, firmiert. Im Oktober 2009 erfolgte die Umbenennung in MD Drucklufttechnik GmbH & Co. KG. Dieses Unternehmen führt die Sparte Drucklufttechnik, insbesondere Druckluftwerkzeuge und -motoren, unter dem Markennamen „Mannesmann DEMAG“ weiter.

## Auflösung im Rahmen der Übernahme von Mannesmann durch Vodafone
Ab 1990 war Mannesmann, der sich schon vorher vom reinen Stahl- und Röhrenkonzern zu einem breit agierenden Technologie- und Maschinenbaukonzern entwickelt hatte, mit dem Erwerb der D2-Mobiltelefonlizenz in das dem Konzern bisher fremde Gebiet des Mobilfunks eingestiegen. Diese Konzernsparte wuchs in den Folgejahren dynamisch, provozierte aber die Übernahme durch den britischen Mobilfunkkonzern Vodafone, der Anteile an D2 besaß, mit dem Mannesmann aber über den Zukauf des Anbieters „Orange“ in Großbritannien in Wettbewerb trat.
Nach der feindlichen Übernahme von Mannesmann durch Vodafone zwischen Oktober 1999 und Februar 2000 wurden sämtliche Industrieaktivitäten von Mannesmann, die kurz vorher als „Atecs“ – „advanced technologies“ zusammengefasst worden waren, um Mobilfunk und Industrieaktivitäten strategisch zu trennen, an ein Konsortium von Siemens und Bosch verkauft. Dieses Konsortium teilte die einzelnen Gesellschaften dann auf, gliederte sie jeweils in die neuen Muttergesellschaften Siemens und Bosch ein oder verkaufte sie, wie Teile von Sachs, vormals Fichtel & Sachs, an die ZF Friedrichshafen, gleich weiter. Die bei Atecs vorhandenen Demag-Sparten kamen zu Siemens. Es waren die Demag-Kunststofftechnik (mit Krauss-Maffei), die Demag-Verdichtertechnik und die Demag-Fördertechnik, zu der die Demag-Fahrzeugkrane und der Kranbauer Gottwald gehörten.
Der weitaus größte Teil der bei Siemens verbleibenden ehemaligen Demag-Töchter wurden 2001 an den amerikanischen Finanzinvestor KKR weiterveräußert (siehe nächster Abschnitt). Die danach noch bei Siemens verbleibenden Aktivitäten wurden inzwischen auch weitgehend restrukturiert und fast vollständig veräußert:
- So wurde die Sparte der Auto- und Mobilkrane mit zwei Werken in Zweibrücken (Dinglerstraße und Wallerscheid), die im Rahmen der Veränderungen der Sparte Baumaschinen Teil der Sparte Fördertechnik (Dematic) wurde, dann im August 2002 von den amerikanischen Baumaschinenproduzenten Terex übernommen. Der Markenname Demag blieb zunächst in der Marke „Terex-Demag“ erhalten.
- Der Teil der Sparte Fördertechnik, die kurz vor dem Verkauf von Atecs bereits als „Dematic“ umfirmiert worden war, nämlich die System- und Lagertechnik mit Sitz in Offenbach am Main, verblieb zunächst bei Siemens und wurde unter Verbleib des neuen Namens Dematic mit anderen Siemens Teilbereichen („assembling“) innerhalb von Siemens fortgeführt. Sie behielten zunächst den Namen Siemens-Dematic und wurden dann 2005 in Siemens L & A – „logistics and assembly“ – umbenannt. Teile des neuen Siemensbereiches „L & A“ wurden 2006 erneut zurück in Dematic umbenannt und an den Finanzinvestor Triton verkauft.
- Weitere Teile der Fördertechnik, nämlich die (nichtmobile) Krantechnik mit Sitz in Wetter (Ruhr), wurden von Siemens als Demag Cranes & Components (DCC) zunächst als GmbH geführt. Sie erhielten also den Traditionsnamen Demag zurück.
- Die Sparte Verdichtertechnik firmierte zuletzt unter Demag Delaval Turbomachinery mit Standorten in Duisburg, Hengelo und Trenton. Das Unternehmen produziert Hochleistungskompressoren für die Petro-, chemische- und allgemeine Industrie und vertreibt diese weltweit. Es wurde 2001 in den Siemens-Bereich „Power“ eingegliedert.

## Restrukturierung und Verkäufe durch KKR
Im Herbst 2001 verkaufte Siemens Kernaktivitäten der ehemaligen Demag (Demag Cranes, Gottwald und MPM) sowie ein Sammelsurium anderer ehemaliger Siemens-Sparten, im Fall Stabilus auch von Mannesmann stammend, an den Finanzinvestor Kohlberg Kravis Roberts & Co. (KKR), der sie in der in Luxemburg firmierenden Demag Holding S.à r.l. zusammenfasste. An dieser Gesellschaft hielt Siemens noch 19 %. Bis Anfang 2008 konnte diese Demag Holding alle wesentlichen Unternehmensteile veräußern:
- Das unter dem Namen Stabilus laufende Automobilzuliefergeschäft (Produzent von Gasdruckfedern (kurz: Gasfedern) und hydraulischen Dämpfern), ehemals ein Teil von Fichtel & Sachs (ehemals Mannesmann), mit Sitz in Koblenz, wurde 2004 an den Finanzinvestor Montagu verkauft.
- Die ehemaligen Siemens-Sparten Landis & Gyr, ein Schweizer Hersteller von Zählern, der zwischenzeitlich „metering“ hieß, und Omnetica, ein britischer IT-Serviceleister, wurden ebenfalls 2004 veräußert.
- Die Restrukturierungen der Demag-Kranaktivitäten (DCC GmbH) führten zur Schließung des Werkes Bad Bergzabern (Kleinhebezeuge) und eines Teilwerkes in Wetter an der Ruhr (schwere Industriekrane, sog. „Prozesskrane“) sowie zu umfassendem Personalabbau. 2006 dann wurde Demag Cranes, gemeinsam mit dem traditionellen Hafenkranhersteller Gottwald (früher auch Mobilkrane), der zu Mannesmannzeiten dem Fahrzeugkranwerk Zweibrücken zugeordnet war, als DC AG (Demag Cranes AG) an die Börse gebracht. Seit Herbst 2011 gehört die DCC zum Terex-Konzern, der den Hauptanteil der Aktien übernommen hatte. Zu diesem Zeitpunkt gehörten unter anderem Demag Cranes & Components, Gottwald und KSR (Kranservice Rheinberg) zur DC-AG.
- Die Kunststofftechnik firmierte zunächst unter dem Namen MPM (Mannesmann Plastics Machinery), heute als Krauss-Maffei. Zu dieser Holding gehörten die Demag Plastics Group, die Krauss-Maffei Kunststofftechnik, München, die Netstal Maschinen, Näfels, Schweiz, und die Berstorff GmbH, Hannover.  Der Standort in Strongsville (Ohio, USA) wurde im Jahr 2007 geschlossen und fungiert nun lediglich als Servicestandort. Der gesamte Bereich Kunststofftechnik wurde 2006 an einen weiteren Finanzinvestor, Madison Dearborn, weiterveräußert. 2008 verkaufte der Investor die Demag Plastics Group, die anschließend von dem japanischen Konzern Sumitomo übernommen wurde.
- Der Unternehmensteil Argillon (Technische Keramik, zwischenzeitlich unter dem Namen „Ceramics“ firmierend, ehemals ein Teil von Siemens) wurde im Dezember 2007 für 214 Millionen Euro an Johnson Matthey aus Großbritannien verkauft.

Wirtschaftsgeschichtlich von Bedeutung ist die Restrukturierung der Demag Holding durch KKR, da sie neben anderen Fällen die von Franz Müntefering 2006 angestoßene „Heuschreckendebatte“ auslöste.

## Weitere Nachfolgeunternehmen
Die aus den früheren Dingler-Werken in Zweibrücken hervorgegangene Kran-Produktionsstätten gelangten nach der Auflösung der Demag zunächst in den Besitz von Terex. 2019 übernahm der japanische Kranhersteller Tadano das Unternehmen, welches seitdem als Tadano Demag GmbH firmiert. Die Kräne aus Zweibrücken werden wieder unter dem Markennamen Demag verkauft.